# کربن فعال

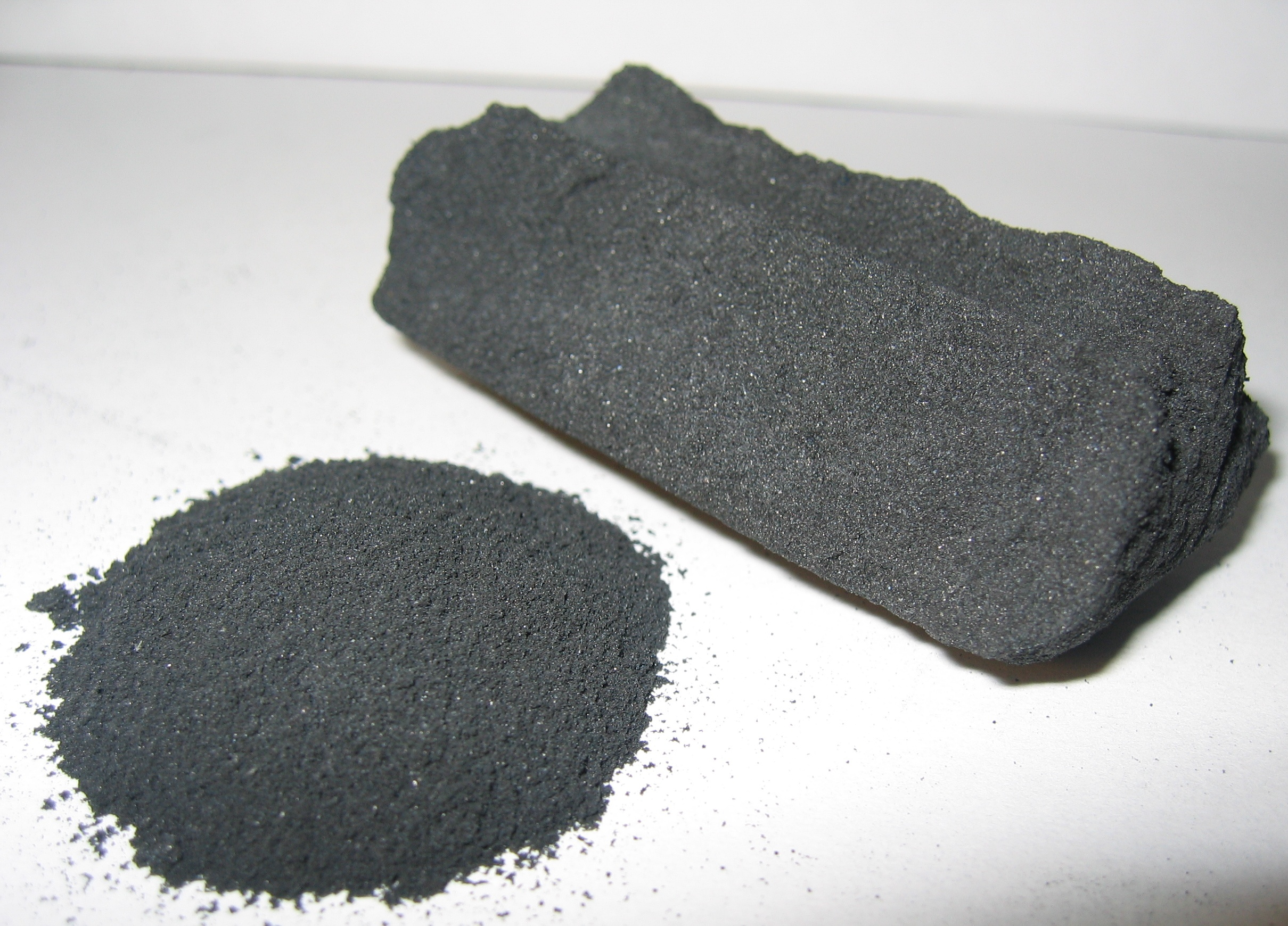
کربن فعال

کربن فعال (به انگلیسی: Activated carbon) یا کربن اکتیو به گروهی از مواد کربنی با پوکی و سطح داخلی بالا گفته می‌شود که به‌دلیل مساحت داخلی قابل توجه، ساختار پوک و منفذی، ظرفیت جذب بالا، قابلیت فعال‌سازی مجدد سطح و همچنین قیمت پائین در مقایسه با جاذب‌های غیرآلی مانند زئولیتیک، مادهٔ منحصربه‌فردی می‌باشند. کاربرد مهم و قابل اهمیت آنها در جداسازی بو، رنگ، مزه‌های غیردلخواه از آب در عملیات‌های خانگی و صنعتی، بازیافت حلال، تصفیه هوا به‌ویژه در رستوران‌ها، صنایع غذائی و شیمیائی می‌باشد.
برای مثال سطح خارجی یک گرم از کربن فعال در حدود ۳٬۰۰۰ مترمربع سطح تماس دارد.
کربن فعال از پیرولیز مواد کربنی از قبیل چوب، زغال‌سنگ، هسته یا پوسته میوه‌ها مانند پوسته نارگیل حاصل می‌گردد و در مراحل بعدی تحت عملیات فعال‌سازی قرار می‌گیرد. پیرولیز مواد کربنی، بدون حضور هوا، باعث تخریب مولکول‌های غیرآلی می‌شود که یک ماده پودری کربنی از آن ایجاد خواهد شد. جسم تولیدشده دارای سطح ویژه و تخلخل بالایی می‌باشد.
سه فرایند اصلی برای فعال‌سازی کربن در نظر گرفته می‌شود:
1. فعال‌سازی با بخار
2. فعال‌سازی با دی‌اکسید کربن
3. فعال‌سازی شیمیایی

در میان سه روش بالا فعال‌سازی با بخار بهترین گزینه به لحاظ زیست‌محیطی و اقتصادی است درحالی‌که فعال‌سازی شیمیایی بیشترین سطح و تخلخل را حاصل می‌کند.

## موارد مصرف دارویی
برای درمان بعضی از مسمومیت دارویی یا سموم خوراکی در ساعات اولیه پس از مصرف بکار می‌رود.

## مکانیسم اثر
کربن فعال به دلیل داشتن خلل و فرج با اتصال به داروها و سموم موجود در لوله گوارشی جذب آنها را مختل می‌کند.

## متابولیسم دارو
مصرف آن خوراکی و جذب آن بسیار اندک است..

## عوارض جانبی
سوء جذب و اسهال، تداخل در جذب سایر داروهای خوراکی.

## انواع کربن فعال
کربن فعال پودری
کربن اکتیو پودری یا پودر کربن فعال سایز کمتر از ۱ میلی‌متر و قطر متوسط بین ۰/۱۵ – ۰/۲۵ میلی‌متر دارد. مزیت مهم کربن فعال پودری مقدار بالای سطح فعال در واحد حجم است، اما به دلیل اندازه ریز ذرات افت فشار بالایی را ایجاد می‌کند.
کربن فعال پودری به صورت ذرات کربن فعال باقی مانده بر روی غربال مش ۵۰ (۰/۲۹۷ میلیمتر) تعریف می‌شوند. این گروه کربن از مواد ریزتر کربن خرد یا آسیاب شده که ۹۵–۱۰۰٪ آن از غربال ذکر شده عبور می‌کنند، ساخته شده‌اند. ASTM ذراتی که از غربال مش ۸۰ (۰/۱۷۷ میلیمتر) عبور می‌کنند را دراین گروه طبقه‌بندی می‌کند.
کربن فعال گرانول
کربن اکتیو گرانول در مقایسه با کربن اکتیو پودری سایز ذرات نسبتاً بزرگتر و در نتیجه سطح خارجی کوچکتر دارند. به دلیل سرعت بالای نفوذ گازها و مایعات این نوع کربن برای جذب و بخار مناسب می‌باشد. کربن گرانول برای تصفیه آب، بوزدایی و جداسازی مواد موجود در جریانها و نیز در حوضچه‌های اختلاط سریع استفاده می‌شوند. کربن فعال گرانول در سایزهای ۲۰×۸، ۴۰×۲۰، ۳۰×۸ برای استفاده در فاز مایع و سایزهای ۶×۴، ۸×۴، ۱۰×۴ برای استفاده در فاز بخار ساخته می‌شوند.
کربن اکتیو گرانول سایز ۴۰×۲۰ از ذراتی تشکیل شده‌است که در محدوده مش ۲۰ تا ۴۰ هستند و از مش شماره ۲۰ (۰/۸۴ میلیمتر) عبور می‌کنند اما بر روی غربال استاندارد آمریکایی شماره ۴۰ (۰/۴۲ میلیمتر) باقی می‌مانند و عبور نمی‌کنند. محبوبترین نوع کربن فاز آبی، سایزهای ۳۰×۸ و ۴۰×۱۲ هستند که به دلیل ایجاد تعادل مناسب بین پارامترهای سایز، مساحت و افت فشار در این نوع کربن گرانول می‌باشد.
کربن فعال میله ای یا کبریتی و مدادی (Pellet)
کربن اکتیو میله ای یا کربن اکتیو مدادی به شکل استوانه ای است و قطری بین ۰/۸ تا ۱۳۰ میلیمتر دارد. برای تهیه کربن فعال پودری را با یک پیوند دهنده به هم متصل کرده و درون یک بسته استوانه ای شکل قرار می‌دهند. کربن فعال اکسترودد یا کربن فعال استوانه ای ویژگی‌هایی شامل افت فشار کم، قدرت مکانیکی بالا و میزان غبار کم دارد و به‌طور عمده برای جذب در فاز گازی استفاده می‌شوند.

## انواع کربن فعال بر اساس کاربرد
کربن فعال خوراکی
کربن فعال خوراکی یک نوع کربن فعال است که به طور خاص برای استفاده در صنایع غذایی و پزشکی تولید می‌شود.
کاربردها در صنایع غذایی:
- تصفیه و رنگ‌زدایی: کربن فعال خوراکی به طور گسترده‌ای در تصفیه و رنگ‌زدایی مایعاتی مانند شربت‌ها، نوشیدنی‌ها و روغن‌های خوراکی استفاده می‌شود. این ماده می‌تواند رنگ‌ها، طعم‌ها و بوهای نامطلوب را جذب کند و مایعات را شفاف‌تر و خالص‌تر کند.
- بهبود طعم و بو: در صنایع غذایی، کربن فعال خوراکی برای بهبود طعم و بوی محصولات نهایی استفاده می‌شود. به عنوان مثال، در تولید

نوشیدنی‌های الکلی می‌تواند برای حذف ترکیبات نامطلوب و بهبود طعم استفاده شود.
کاربردهای پزشکی:
- درمان مسمومیت: یکی از شناخته‌شده‌ترین کاربردهای کربن فعال خوراکی در پزشکی، درمان مسمومیت‌های حاد است. این ماده می‌تواند سموم و مواد شیمیایی را جذب کرده و از جذب آن‌ها در دستگاه گوارش جلوگیری کند.
- مکمل‌های غذایی: کربن فعال خوراکی به عنوان مکمل غذایی برای بهبود سلامت گوارش و کاهش نفخ و گاز معده استفاده می‌شود. این ماده می‌تواند باکتری‌ها و سموم موجود در دستگاه گوارش را جذب کرده و به دفع آن‌ها کمک کند.

کربن فعال صنعتی
این نوع کربن فعال در صنایع مختلف از جمله تصفیه آب و هوا، بازیابی مواد شیمیایی و فلزات، و بسیاری از فرآیندهای شیمیایی دیگر استفاده می‌شود.
کربن فعال صنعتی دارای سه نوع تخلخل است: میکروتخلخل‌ها (کمتر از 2 نانومتر)، مزوتخلخل‌ها (2 تا 50 نانومتر)، و ماکروتخلخل‌ها (بیشتر از 50 نانومتر). این ترکیب از تخلخل‌ها به آن اجازه می‌دهد که طیف وسیعی از آلاینده‌ها را جذب کند. 